# Nintendo Wi-Fi Connection
Nintendo Wi-Fi Connection (яп. ニ ン テ ン ド ー Wi-Fi コ ネ ク シ ョ ン, Хепберн: Нінтендо Wi-Fi Конекушон, зазвичай скорочено ВЛК) — більше неіснуючий багатокористувацький ігровий онлайн-сервіс від Nintendo, який надавав безоплатний доступ до сумісних ігор для Nintendo DS та Wii. Послуга охоплювала сервіси завантаження ігор Wii Shop Channel і DSi Shop, що досі працюють. На ньому також були функції для систем Wii і Nintendo DS.
Ігри, розроблені, щоб скористатися Nintendo Wi-Fi Connection пропонуються в Інтернет ігри інтегрований в гру. При просуванні цієї послуги, Nintendo підкреслює простоту і швидкість запуску онлайн-гри. Наприклад, в Mario Kart DS, онлайн-гра була розпочата, вибравши опцію онлайн розрахований на багато користувачів з головного меню, а потім вибрати, чи буде грати з друзями, або грати з іншими гравцями (або в локальному регіоні або у всьому світі) приблизно в той такий же рівень майстерності. Після того, як вибір був зроблений, гра почала шукати доступний гравцеві.
26 січня 2012 року, було оголошено під час Nintendo зустрівши інвесторів, що послуга Nintendo Wi-Fi Connection буде успадковував і вбирається в Nintendo Network. Ця нова система онлайн в результаті буде об'єднати 3DS і Wii U платформи і замінити Друг коди, в той час як надання платних завантаження контент, інтернет-система багатокористувацької стиль спільноти, і особисті рахунки. Nintendo Network повністю підтримується на Nintendo 3DS і на Wii U, в той час як триває досі забезпечуючи часткову підтримку застарілих як для Wii і Nintendo DS під брендом Nintendo Wi-Fi Connection. Зокрема, Wii U може завантажитися в Wii режимі, а потім доступ до повідомлень Board Wii Message які були записані прогресом геймплей сумісних локальних ігор, але вона не може відправляти повідомлення Board Wii Message віддалено між різними машинами.
Служба Nintendo Wi-Fi Connection був припинений 20 травня 2014 року в 10.30 вечора (EST) для всіх ігор Wii і DS; онлайн можливості гри, включені в ці ігри більше не доступні. Відключення пов'язане із закриттям послуг багатокористувацьких по GameSpy, який був придбаний Glu Mobile в 2012 році і 3DS Wii U не залежить від завершення роботи, тому що їх багато користувачів платформа використовує власну інфраструктуру Nintendo замість служби сторонніх виробників. Wii Shop Channel, DSi Ware магазин, відео послуги сторонніх і Pay & Play варіанти будуть залишатися активними на даний момент.
Закриття безпосередньо вплинуло на всі Nintendo Wii опублікованих і Nintendo DS назви, проте це не обов'язково може застосовуватися до певних назвами сторонніх виробників, які можуть мати окремі сервери, що працюють онлайн-функції в свої ігри. Наприклад, Electronic Arts показало, що деякі з ігор вони опубліковані на Wii і Nintendo DS була їх онлайн підтримка припинена 30 червня 2014 г.
Невелика підбірка онлайн з підтримкою ігор Wii, таких як нові ігри FIFA, а також Call of Duty ігор (за винятком World at War) і Dragon Quest X, який часом не брендованого під Nintendo Wi-Fi Connection, можуть продовжувати використовувати їх онлайн функціювання. У 2015 році і наступні роки, різні Wii і Nintendo DS назви були в цифровому вигляді перевидали, в тому числі назв, які раніше підтримуваних Nintendo Wi-Fi Connection. Однак, як і їх фізичні аналоги, дата публікації виключення, цифрові версії відтворюватися тільки в автономному режимі, незважаючи на сумлінно підпірних онлайн-функцій.

## Запуск
14 листопада 2005 р. Nintendo Wi-Fi Connection був запущений, будучи розроблений під безпосереднім керівництвом президента компанії Сатору Івата. Такао Охара поскаржився, що довга історія Nintendo онлайн стратегії мали недостатні userbases, але що з'єднання Wi-Fi був за чотири місяці отримав 2,9 мільйона з'єднань з більш ніж одного мільйона унікальних користувачів. Для досягнення поставленої мети справді сталого інтернет-користувачів системи з найбільш часто використовуваних мережевих послуг у світі, Охара описав нову стратегію виявлення і зняття чотирьох основних бар'єрів. Запропоновані чотири бар'єри складні процедури установки, психологічний бар'єр, що перешкоджає новачків вступати в іграх, неприємність прийому зловживань з боку інших гравців, та вартість бар'єру. Пропонована онлайн стратегія компанії на даний момент був названий «простий, безпечний, вільний». Nintendo вважають, що успіх онлайнової платформи безпосередньо самохідний комерційний успіх всієї платформи Nintendo DS. Потім Nintendo Wi-Fi Conneion слугував онлайн сервісом для консолі Wii.